# 사자비
사자비(영어: Sazabi, 일본어: サザビー)는 《건담 시리즈》에 등장하는 모빌 슈트(MS)로 분류되는 가공의 유인 조종식 인간형 로봇 병기이다. 1988년에 개봉한 애니메이션 영화 《기동전사 건담 역습의 샤아》에서 처음으로 등장했다.
작품 내에서 군사 세력의 하나인 "신생 네오 지온군"의 총수 샤아 아즈나블의 전용기이다. 특수한 인간인 뉴타입용으로 개발된 고성능기로 역대 건담 작품에 등장하는 지온 계열 모빌 슈트(MS)의 집대성으로 여겨진다. 작품 내의 모빌 슈트 중에서도 크기가 크며, 샤아의 퍼스널 컬러인 붉은 기체색이 특징이다. 등쪽 상단에 장착된 2기의 컨테이너에는 "판넬"이라고 불리는 원격 유도 빔 포대 총 6기를 탑재하고 있다.
《기동전사 건담 역습의 샤아》 종반에 주인공인 아무로 레이가 탑승한 뉴 건담과 사투를 벌인다.
메카닉 디자인은 이즈부치 유타카가 담당하였다.

## 같이 보기
- 기동전사 건담 역습의 샤아
- 샤아 아즈나블
- 뉴 건담